# Hedvig Ståhlberg
Hedvig Eleonora Ståhlberg, eller Hedvig Bensow, född 1858, död 1894, var en finländsk tandläkare. Hon blev 1887 den första kvinnliga tandläkaren i Finland.
Hon var dotter till tandläkare S. C. Bensow. Hon assisterade sin far i hans yrke och tog sin tandläkarexamen vid St. Petersburg Military Medical Academy den 13 maj 1887. Examen legaliserades i Finland, då Storfurstendömet Ryssland, i december samma år. Hon blev därmed Finlands första kvinnliga tandläkare. Hon gifte sig 1893 med assessor Oskar August Ståhlberg. Hon gjorde flera studieresor utomlands och höll mottagningar både i Viborg och Helsingfors. Hon beskrivs som en populär tandläkare, särskilt bland de fattiga.
Robbi Karvonen (1868–1950) blev 1895 den första kvinnan som avlade en akademisk tandläkarexamen i Finland. Hon arbetade som privatpraktiserande läkare i Helsingfors från 1896 till 1934. Den tredje kvinnliga tandläkaren i Finland var svenskan Carin Johanson (1870–1953), som avlade sin examen 1899, fick licens för det 1900 och sedan praktiserade i Tammerfors.